# Max Sillig
Max Sillig, född 19 november 1873 i La Tour-de-Peilz, Vaud, död 15 november 1959 i Lausanne, var en schweizisk ishockeyspelare. Han kom på femte plats under de Olympiska sommarspelen i Antwerpen 1920.
Åren 1920–1922 var Sillig president för Internationella ishockeyförbundet, IIHF.